# IC 1034
IC 1034 ist eine Galaxie vom Hubble-Typ S im Sternbild Bärenhüter am Nordsternhimmel. Sie ist rund 508 Millionen Lichtjahre von der Milchstraße entfernt.
Das Objekt wurde am 19. Juli 1892 von Stéphane Javelle entdeckt.